# Zoran Rankić
Zoran Rankić, szerbül: Зоран Ранкић (Derventa, 1935. augusztus 9. – Belgrád, 2019. december 9.) szerb színész.

## Filmjei
Mozifilmek
- Csapda a tábornoknak (Klopka za generala) (1971)

Tv-filmek
- Sektor D (1962)
- Afera Saint-Fiacre (1963)
- Krestalica (1966)
- Neprijatelj naroda (1969)
- Sedam pisara (1970)
- Peta kolona (1973)
- Zakletva (1974)
- Obesenjak (1974)
- Tajna Laze Lazarevica (1986)
- Jastuk groba mog (1991)
- Smrt gospodje Ministarke (1991)

Tv-sorozatok
- Sest svecanih pozivnica (1963, két epizódban)
- Kod Londona (1968)
- Poslednji cin (1982, négy epizódban)
- Spanac (1982, egy epizódban)
- Banjica (1984, három epizódban)
- Misija majora Atertona (1986, két epizódban)
- Odlazak ratnika, povratak marsala (1986)
- Cetrdeset osma - Zavera i izdaja (1988, két epizódban)
- Srecni ljudi (1993–1996, 23 epizódban)
- Ljubav, navika, panika (2006, egy epizódban)
- Bela ladja (2007, két epizódban)
- Agencija za SiS (2006–2007, 15 epizódban)
- Moj rodjak sa sela (2008, egy epizódban)